# Морской музей Эстонии
Морской музей Эстонии (эст. Eesti Meremuuseum) — музейная экспозиция на морскую тематику, включающую рыболовство для научных исследований и подводную археологию.

## История
Открыт 16 февраля 1935 года в здании Управления водных путей на Байковском причале торгового порта (сейчас территория терминала D). Первый директор — капитан Мадис Мей.
В 1940 году, после установления в Эстонии Советской власти, музей был упразднён, а его коллекции разделены между различными музеями. В конце 1950-х годов с использованием старых музейных коллекций в Таллине был открыт Таллинский городской музей, морской музей воссоздан в 1960 году под названием Эстонский государственный морской музей.
В настоящее время музейная экспозиция размещена в башне «Толстая Маргарита» в Таллине (отреставрированной к Олимпийским играм в Москве 1980 года, реконструкция была завершена в 1981 году).
В 1961–1976 и 1979–1998 годах директором музей был Антс Пярна. По состоянию на 1 января 1980 года в фондах музей было 27 075 единиц хранения.
Музей рассказывает об истории мореплавания, местного судостроения, портового и маячного хозяйства. Особого внимания заслуживает коллекция находок, поднятых со дна Балтийского моря. Также тут представлено водолазное оборудование разных времён.
Во внутреннем дворе — экспозиция под открытым небом.
На верхнем ярусе башни «Толстая Маргарита» оборудована смотровая площадка на Таллинский порт. Представлен старый фонарь (1951—1998) Суурупского верхнего маяка.
12 мая 2012 года в Лётной гавани открылось новое выставочное здание Морского музея.

## Филиалы музея

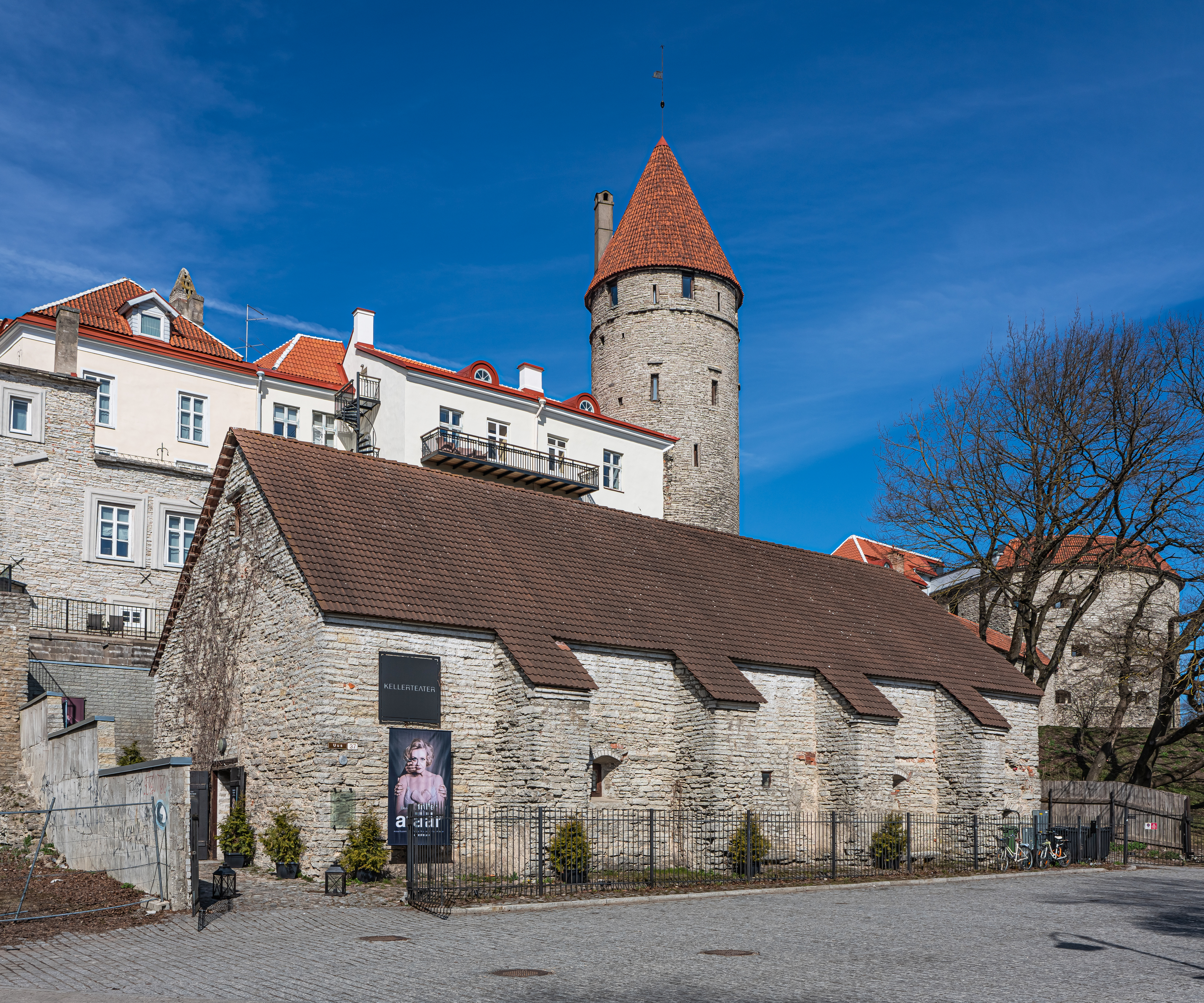
Бывший пороховой склад (погреб). Над ним, выше — башня Стольтинга

Музей мин — расположен в здании единственного сохранившегося в городе порохового погреба на улице Уус (постройка 1748 года). В экспозиции представлены мины от крепостных до современных и представляющие мины военных флотов Англии, Германии, России, Финляндии, Франции и Эстонии.
Историческая гидрогавань (Лётная гавань) — экспозиция исторических кораблей, как под открытым небом, так и в бывших лётных ангарах. В экспозиции представлены следующие корабли: паровой ледокол «Суур Тылль» (1914), подводная лодка «Лембит» (1936), тральщик «Калев» (1967), патрульный катер «Гриф» (1976), полномерная копия Short Type 184, английского гидроплана, который использовался в эстонских вооруженных силах. Интерактивная экспозиция Морского музея в бывших лётных ангарах повествует о военно-морской истории Таллинна и Эстонии. Лётные ангары, построенные в 1916 и 1917 годах, являлись частью Морской крепости Петра Великого. Эти ангары являются первыми железобетонными безколонными конструкциями такой величины в мире. Чарльз Линдберг, осуществлявший первый одиночный полёт через Атлантический океан, приземлился тут в 1930 году.
Время работы
- Май—сентябрь: Пн—Вс, 10.00—19.00
- Октябрь—апрель: Вт—Вс, 10.00—19.00

В государственные праздники Эстонии музей открыт с 10.00 до 17.00, с 5 августа ледокол «Суур Тылль» открыт с 10.00 до 17.00.

## Фрагменты экспозиции

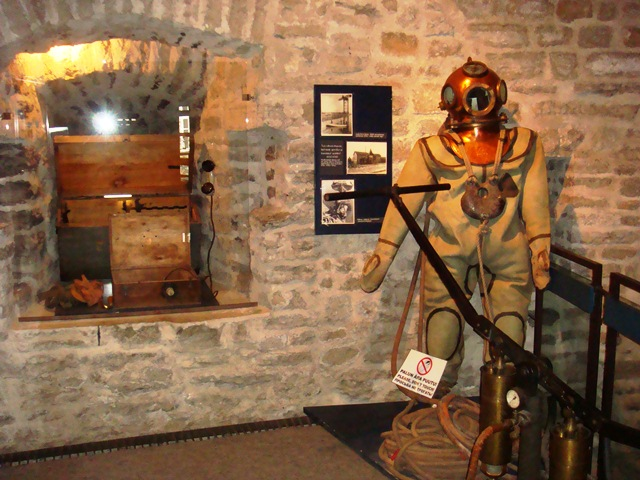
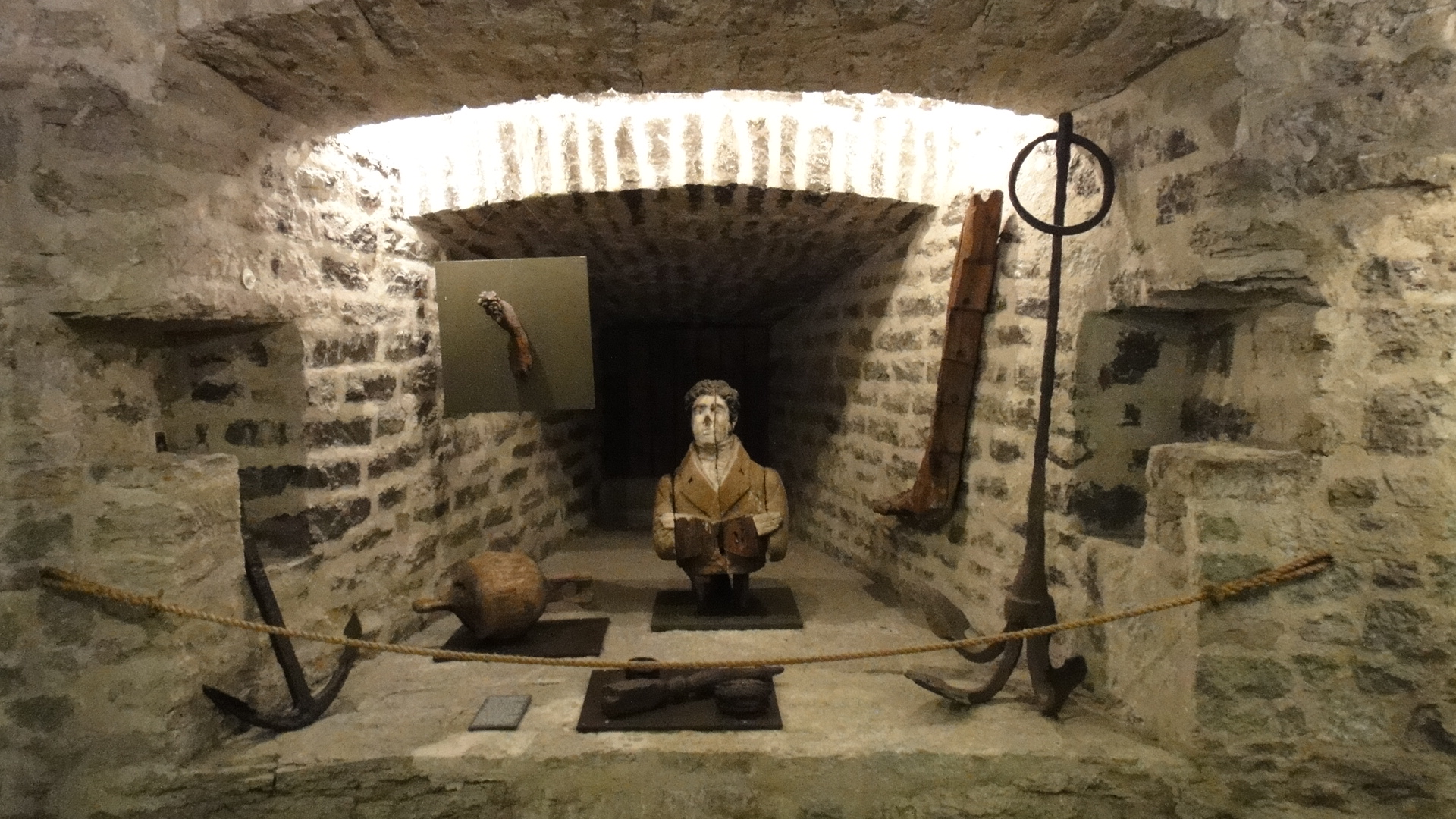
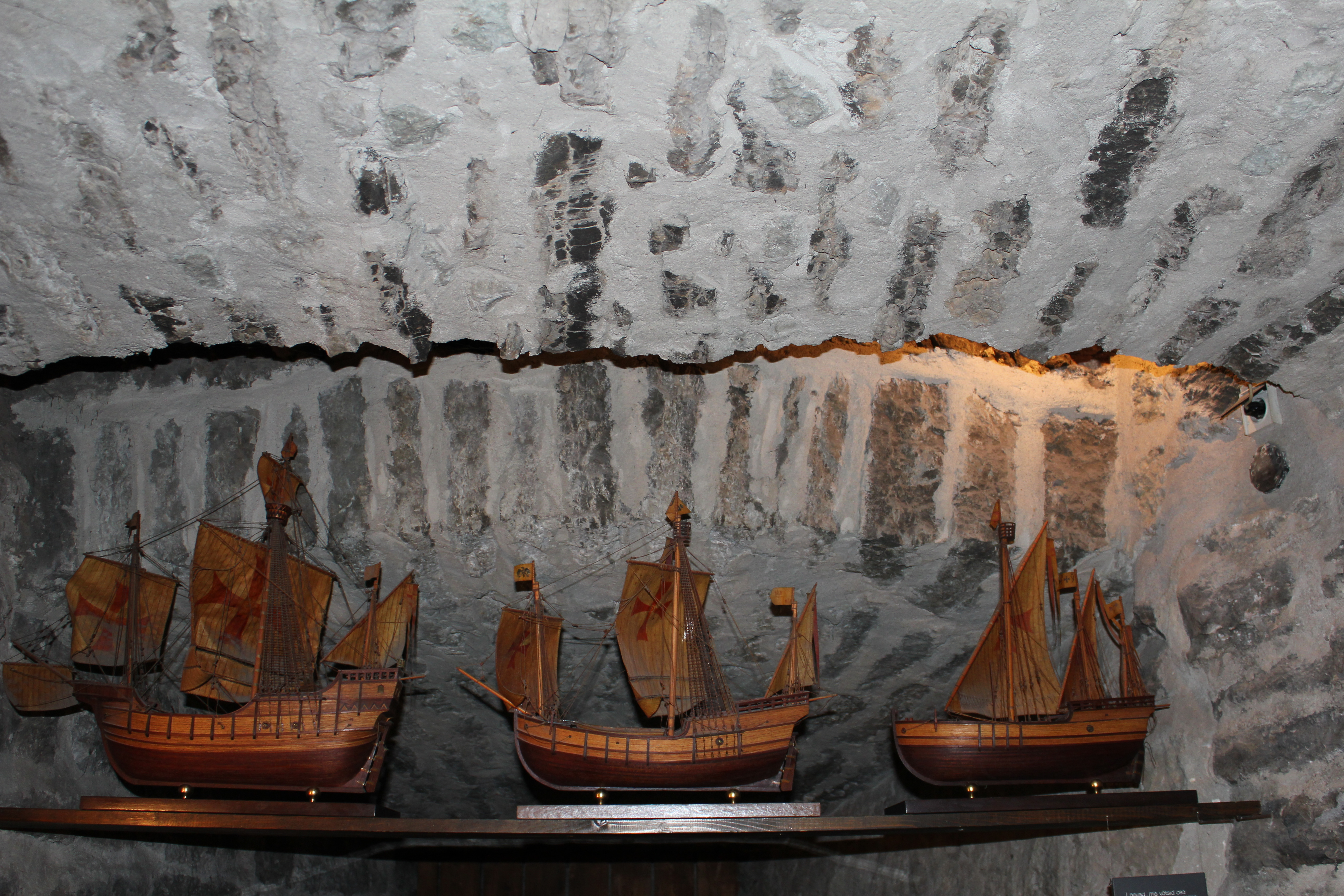
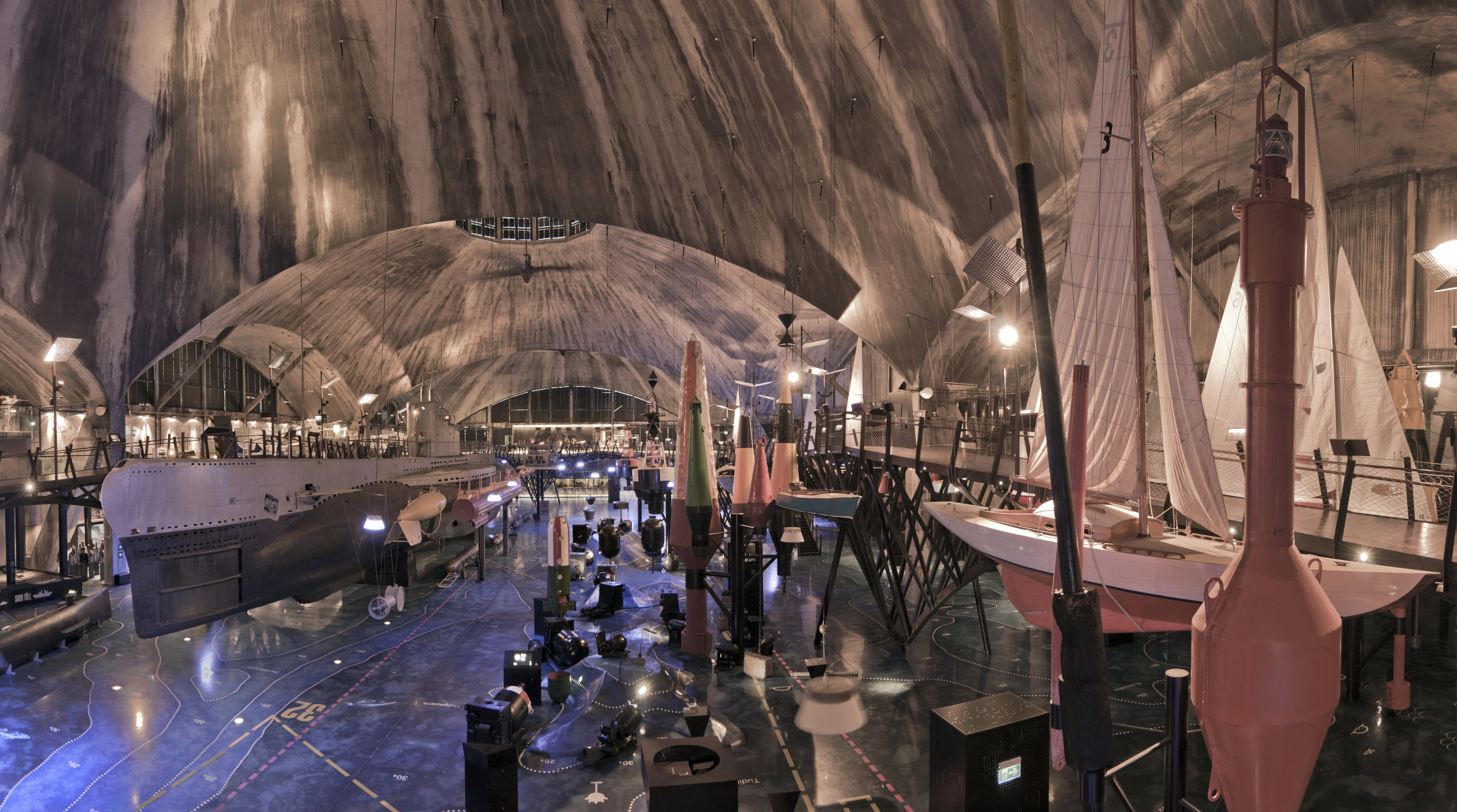